# Liste der Bürgermeister von Lüderitz

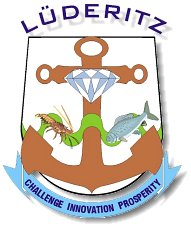
Wappen von Lüderitz

Dies ist eine Liste der Bürgermeister von Lüderitz seit Stadtgründung im Jahre 1883. Dieser ist Vorsitzender der Stadtverwaltung und wird vom Stadtrat seit Unabhängigkeit Namibias für jeweils 12 Monate gewählt.

## Deutsch-Südwestafrika
- 1909–1914: Emil Kreplin

## Südwestafrika
- Anfang 1920er Jahre: Heinrich Ruser

## Namibia
- 1997–2010: Emilia Nuyoma-Amupewa
- 2012–2015: Hambelela Suzan Ndjaleka
- 2015–2019: Hilaria Mukapuli
- 2019–2020: Brigitte Fredericks
- 2020–2022: Anna-Marie Hartzenberg
- 2022–2023: Benjamin „Ronnie“ Mckay
- seit November 2023: Phillippus Albertus Balhao